# Pointe du Hoc
Pointe du Hoc är toppen på en klippa belägen vid Normandies kust i norra Frankrike. Den ligger cirka 6,5 km väster om landstigningsområdet Omaha Beach vid Operation Overlord. Den är cirka 30 meter över stranden med god utsikt över havet och strandområdena.

## Anfallsmål
Pointe du Hoc är bäst känt för den attack som genomfördes mot klippan i samband med de allierade truppernas landstigning 6 juni 1944. Som en del av den tyska Atlantvallen uppfördes ett kustartilleribatteri på den höga klippan 1943. Batteriet hyste sex stycken erövrade franska fältkanoner av typen Canon de 155 mm GPF i öppna betongställningar. Från dem kunde granateld avlossas mot såväl Omaha Beach som de amerikanska truppernas andra landstigningsområde Utah Beach, vilket otvivelaktigt skulle kunna förorsaka massiva förluster av soldater och materiel bland de landstigande trupperna. Fastän befästningarna åtskilliga gånger utsatts för bombardemang från såväl sjöburet artilleri som från allierade bombplan bedömdes de efter rapporter från underrättelsetrupper fortfarande vara så starka att de krävde en insats av marktrupper. Uppdraget att förstöra anläggningarna på D-dagen gavs åt den amerikanska 2:a jägarbataljonen (2nd Ranger Battalion).

## Anfallet
Bataljonen leddes av överstelöjtnant James Earl Rudder. Dess plan var att tre kompanier skulle landsättas vid foten av klippan och att de med hjälp av klätterkrokar, rep och stegar under fientlig beskjutning skulle ta sig upp på platån och där gå i strid med den fientliga truppen. Innan genomförandet av Operation Overlord tränade truppen anfall av klipporna på Isle of Wight under ledning av brittiska kommandosoldater.
Trots inledande motgångar i form av dåligt väder och navigationproblem vilka innebar en försening, som uppgick till 40 minuter liksom förlusten av överraskningsmomentet, genomfördes bestigningen av klippan och anfallet av befästningarna framgångsrikt med förhållandevis små förluster. Eldunderstöd gavs under attacken från de allierade jagarena USS Satterlee och HMS Talybont som befann sig i farvattnen nära intill. 
Man gjorde emellertid snart upptäckten, att de huvudsakliga målen för operationen, kanonerna, hade förflyttats bakåt ur ordinarie lägen, förmodligen som ett resultat av omfattande bombningar under invasionens förberedelser. Bataljonen omgrupperade sig på platån och en mindre styrka avtågade för att söka kanonerna. Man fann dem på stort avstånd inåt land och kunde där oskadliggöra dem. Den nya platsen för batteriet hade kunnat beskjuta endast Utah Beach.
Den svåraste delen av uppdraget kom för jägarbataljonen efter bestigningen av klippan. Man var fast besluten att hålla det tagna området och fastän man var isolerad från övriga trupper avvisade man ett stort antal fientliga motattacker under de närmaste två dagarna tills man fick förstärkningar från Omaha Beach. Den ursprungliga planen innebar att ytterligare åtta kompanier skulle följa efter om det första anfallet var framgångsrikt. För att meddela detta avsköts signalskott från klippan, men på grund av den ursprungliga förseningen kom signalen för sent och de trupper som avsågs stödja anfallet, huvudsakligen ur den amerikanska 5:e jägarbataljonen (5th Ranger Battalion), landsattes på Omaha Beach i stället för vid Pointe du Hoc. Efter två dagar var den ursprungliga styrkan om drygt 225 man reducerad till omkring 90 som fortfarande var i stridbart skick.

## Idag

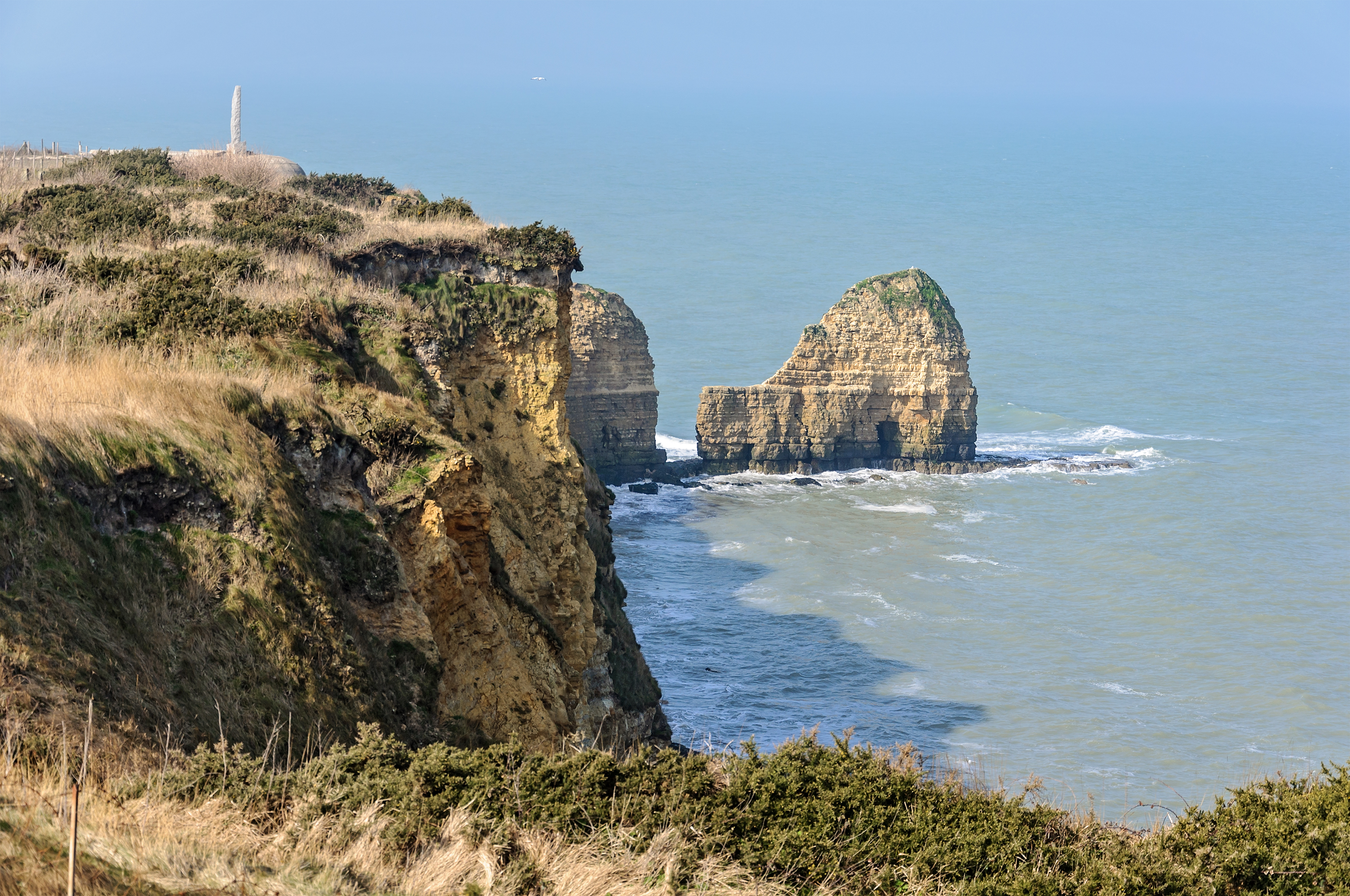
Pointe du Hoc idag

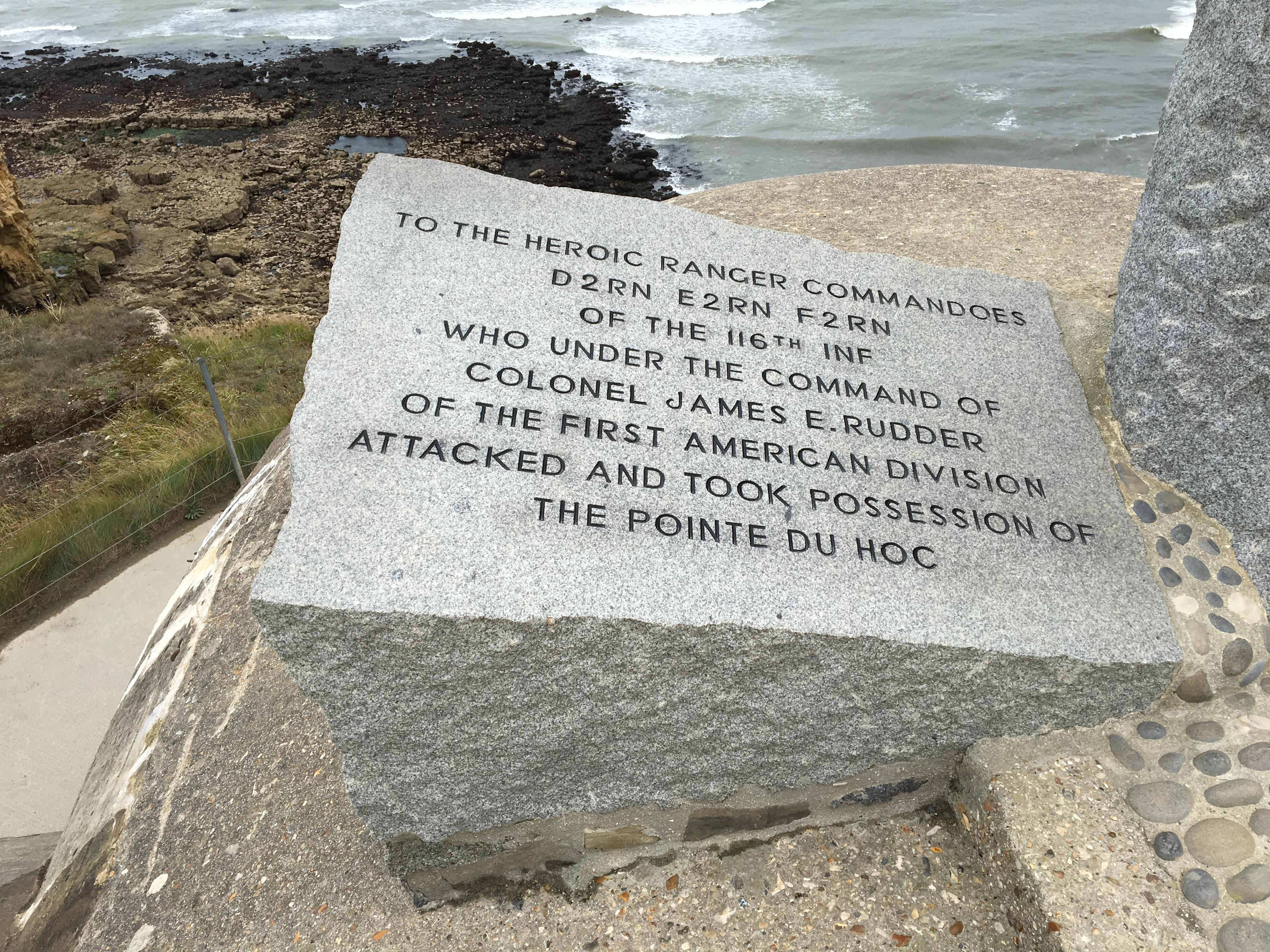
Minnesmärke

Vid Pointe du Hoc finns idag ett minnesmärke och ett museum som är tillägnade slaget. Många av de ursprungliga befästningarna finns fortfarande kvar och marken runt om är späckad med ett imponerande antal bombkratrer. 